# City Point (Brooklyn)
City Point ist ein Wohn- und Geschäftskomplex mit mehreren Gebäuden in Downtown Brooklyn in New York City, USA. Der Komplex mit multipler Nutzung besteht aus den drei Hochhäusern City Point I, City Point II und Brooklyn Point, die miteinander mit Flachbauten verbunden sind. Mit 220,3 Meter (723 Fuß) bei 57 Etagen ist Brooklyn Point das höchste Gebäude im Komplex.

## Geschichte
Seit Beginn der 2000er Jahre gab es Bestrebungen, das Viertel City Point wiederzubeleben, auszubauen und zu verbessern. City Point (CP) befindet sich in Downtown Brooklyn, dem zentralen Stadtteil des New Yorker Stadtbezirks Brooklyn. Downtown sowie große Teile des Bezirks erleben zurzeit einen Bauboom. Diese Revitalisierung trägt zur Umgestaltung von fast ganz Downtown Brooklyn bei.
Die Neugestaltung von CP wurde in drei Phasen geplant:
- Phase I: Zuzug von neuen, hochwertigen Geschäften (z. B. Armani[2]), Verbesserung der öffentlichen Verkehrsanbindung, Ausbau und Verbreiterung von Gehwegen und Plätzen.
- Phase II: Bau von mindestens zwei Wohntürmen mit jeweils 19 bzw. 30 Etagen, die Downtown als Wohnviertel attraktiver machen sollen.
- Phase III: Letzte Feinschliffe sowie Bau von Brooklyn Point, der 220,3 Meter hoch ist und 57 Stockwerke besitzt. Damit ist dieser Turm mit Stand 2024 das zweithöchste Gebäude von Brooklyn und war bis 2021 der erste Wolkenkratzer über 200 Meter im Stadtbezirk.

Ende Dezember 2012 wurden letzte Genehmigungen für den Bau eingeholt. Das Vorhaben verzögerte sich, da Anwohner dagegen protestierten. Ihrer Meinung nach würde der Zuzug von Luxusgeschäften, und mit diesen verbunden reiche New Yorker, die dort ansässigen, im Vergleich zu Manhattan eher armen Brooklyner, verdrängen. Mitte Februar 2012 wurde offiziell mit dem Bau begonnen, die Fertigstellung erfolgte 2020.

## Beschreibung
City Point besteht unter anderem aus drei Hochhäuser:
1. City Point I, auch 7 DeKalb, wurde 2015 eröffnet. Es ist ein 27-stöckiges Hochhaus mit 200 bezahlbaren Wohneinheiten auf rund 20.900 m² sowie 4.600 m² (50.000 sqft) Verkaufsfläche.
2. City Point II, auch 1 DeKalb Avenue oder 10 City Point, wurde 2015 fertiggestellt und 2016 eröffnet. Er ist ein 157 m hoher Wolkenkratzer mit 440 marktüblichen Einheiten auf 46 Etagen.
3. Brooklyn Point (City Point III), auch 138 Willoughby Street. Der 2020 eröffnete Wolkenkratzer ist mit 220,3 m Höhe das höchste Gebäude des City Point Komplexes und beherbergt 458 Eigentumswohnungen. Von den 57 Etagen sind drei Stockwerke Gewerbefläche mit 46.680 m². Von 2019 bis 2021 war es vor AVA DoBro das höchste Gebäude in Brooklyn und wurde dann vom benachbarten The Brooklyn Tower (324,9 m, 11. Platz in New York City) abgelöst.

In den Untergeschossen befinden sich Einkaufszentren mit zahlreichen Geschäften, ein Kino und Restaurants. Im City Point II befindet sich auf 2500 m² die Markthalle „DeKalb Market Hall“ mit 40 Läden, zwischen den Türmen City Point I und City Point II befindet sich das Einkaufszentrum „the podium“ mit 61.000 m² Einzelhandelsfläche.